# Aphis duckmountainensis
Aphis duckmountainensis är en insektsart som beskrevs av Rojanavongse och Robinson 1977. Aphis duckmountainensis ingår i släktet Aphis och familjen långrörsbladlöss. Inga underarter finns listade i Catalogue of Life.